# 卿文遠
卿文遠，《续资治通鉴》作邹文遠，五代十国南汉官员。
卿文遠在南汉末年担任諫議大夫。他奉旨去韶州视察军队。李承渥与北宋将领潘美在韶州城外交战，卿文遠被围在城中，与刺史辛延偓协力固守。李承渥战败逃走，宋军乘机攻下韶州城，卿文遠被擒。